# Xã Solon, Quận Leelanau, Michigan
Xã Solon (tiếng Anh: Solon Township) là một xã thuộc quận Leelanau, tiểu bang Michigan, Hoa Kỳ. Năm 2010, dân số của xã này là 1.509 người.